# Mayan Astronomers
Die Mayan Astronomers sind ein semi-professioneller mexikanischer Eishockeyclub in Mexiko-Stadt, der 2010 gegründet wurde und in der Liga Mexicana Élite spielt.

## Geschichte
Die Mayan Astronomers nahmen zur Saison 2010/11 als Gründungsmitglied den Spielbetrieb in der erstmals ausgetragenen Liga Mexicana Élite auf. In ihrer Premierenspielzeit belegte die Mannschaft den ersten Platz der Hauptrunde. Daher war die Mannschaft direkt für das Playoff-Finale qualifiziert, in dem sie den Teotihuacan Priests in der Best-of-Three-Serie mit 1:2 Siegen unterlag. 
Der Teamname und das Vereinslogo sind an die Astronomen der Maya angelehnt. 